# Koncert obojowy (KV 285d)
Koncert obojowy C-dur (KV 285d) – koncert na obój i orkiestrę, skomponowany przez Wolfganga Amadeusa Mozarta wiosną lub latem 1777 dla oboisty Giuseppe Ferlendisa (1755-1802) z Bergamo.

## CzęściKoncertu
1. Allegro aperto
2. Adagio non troppo
3. Rondo: Allegretto − III część Koncertu została wykorzystana przez kompozytora podczas pracy nad II Koncertem fletowym w 1778.